# San Marinos kommunistiske parti (marxist-leninistisk)
San Marinos kommunistiske parti (marxist-leninistisk) (Partito Comunista (Marxista-Leninista) di San Marino) er et forhenværende kommunistisk politisk parti i San Marino. Partiet deltog i parlamentsvalget i 1969 (1.24%), men opnåede ikke repræsentation